# The Black Flame
The Black Flame è il quarto album in studio del gruppo musicale svedese Wolf, pubblicato nel 2006 dalla Century Media Records.

## Tracce
1. I Will Kill Again – 4:59
2. At the Graveyard – 4:25
3. Black Magic – 5:19
4. The Bite – 5:07
5. Make Friends with Your Nightmares – 5:10
6. Demon – 5:03
7. The Dead – 4:23
8. Seize the Night – 4:08
9. Steelwinged Savage Reaper – 3:09
10. Children of the Black Flame – 5:50

## Formazione

### Gruppo
- Niklas Olsson – voce, chitarra
- Johannes Losbäck – chitarra, voce addizionale
- Mikael Goding – basso
- Tobias R Kellgren – batteria